# LDR

Símbolo de um LDR

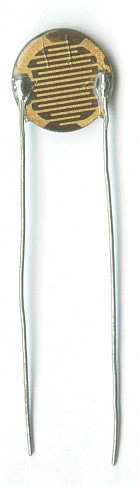
LDR

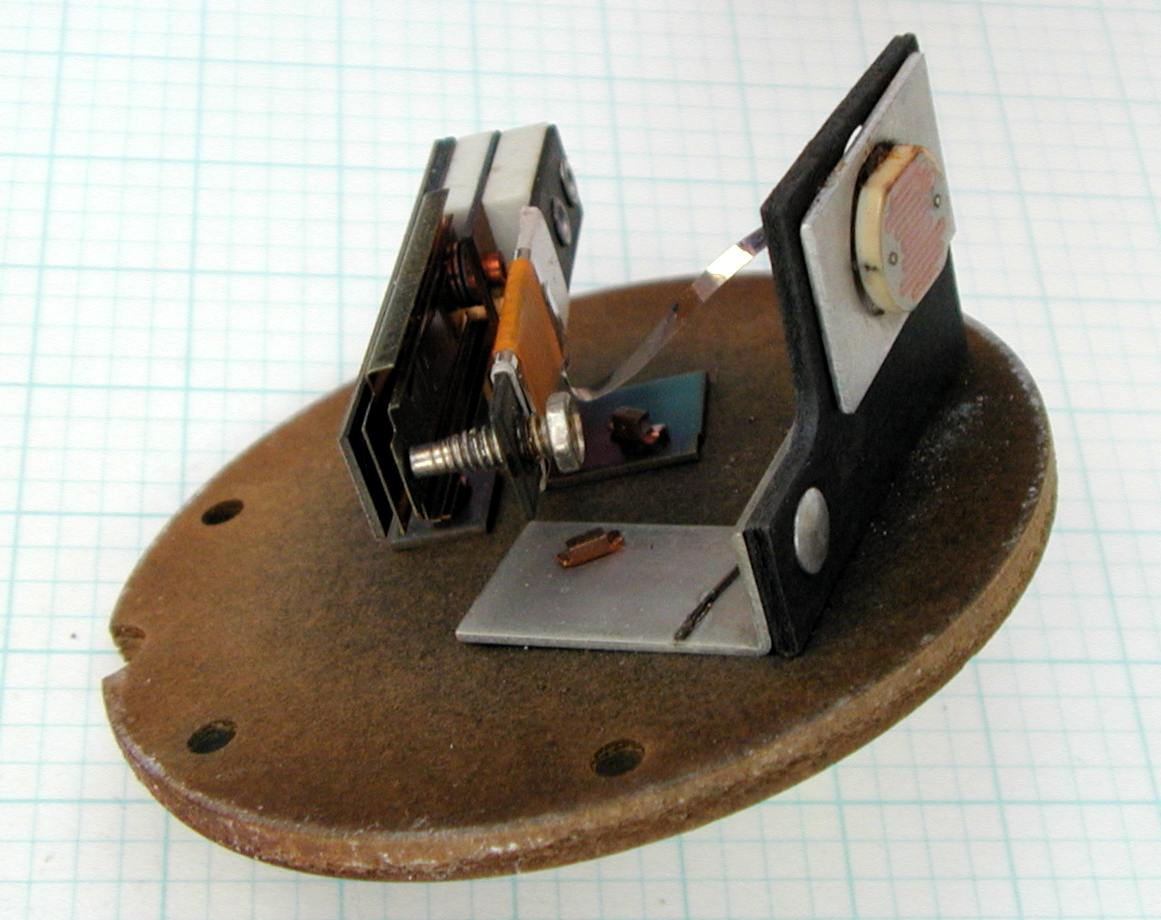
Componentes internos de uma célula fotoelétrica, destinada a ligar e desligar luzes automaticamente. O LDR é o pequeno componente branco, com uma linha vermelha em ziguezague sobre a face, no lado direito da imagem.

Um resistor dependente de luz (português brasileiro) ou fotorresistência (português europeu), conhecido pela sigla inglesa LDR (Light Dependent Resistor), é um componente eletrônico passivo do tipo resistor variável, mais especificamente, é um resistor cuja resistência varia conforme a intensidade da luz (iluminamento) que incide sobre ele. Tipicamente, à medida que a intensidade da luz aumenta, a sua resistência diminui.

O LDR é construído a partir de material semicondutor com elevada resistência elétrica. Quando a luz que incide sobre o semicondutor tem uma frequência suficiente, os fótons que incidem sobre o semicondutor libertam elétrons para a banda condutora que irão melhorar a sua condutividade e assim diminuir a resistência
.

Um multímetro pode ser usado para encontrar a resistência na escuridão ou na presença de luz intensa. Os resultados típicos para um LDR poderão ser:
- Escuridão : resistência máxima, geralmente mega ohms.
- Luz muito brilhante : resistência mínima, geralmente dezenas de ohms.

Dependendo do tipo, um LDR pode ser sensível às faixas de luz: Infravermelhos(IR), Luz visível ou Ultravioleta (UV)[carece de fontes?].

## Aplicações
Numa utilização normal, o LDR é montado num circuito onde a resistência é convertida para tensão. A forma mais simples de fazer é através de um circuito divisor de tensão.
O LDR é muito utilizado em circuitos eletrônicos onde seja necessário um sensor de luz devido ao seu baixo custo e facilidade de utilização. Por este motivo pode ser facilmente encontrado nas chamadas fotocélulas, medidores de luz, detetores de incêndio ou de fumo, controladores de iluminação, etc.